# Megachile hilli
Megachile hilli är en biart som beskrevs av Cockerell 1929. Megachile hilli ingår i släktet tapetserarbin, och familjen buksamlarbin. Inga underarter finns listade i Catalogue of Life.